# Ochropleura leucogaster
 Ochropleura leucogaster  ist ein Schmetterling (Nachtfalter) aus der Familie der Eulenfalter (Noctuidae). Die Art ist im Mittelmeerraum und Nahen Osten beheimatet. Wandernde Falter können aber auch in Mittel- und Westeuropa angetroffen werden.

## Merkmale
Die Flügelspannweite der Falter beträgt 32 bis 36 Millimeter. Die sehr schmalen Vorderflügel sind meist dunkelbraun gefärbt und relativ zeichnungslos. Der Costalrand besitzt von der Wurzel bis kurz hinter die undeutliche Nierenmakel einen breiten, geraden, hellbraunen Streifen. Ring- und Nierenmakel sind oftmals dünn weiß umrandet. Gelegentlich ist ein gelblicher Strich auf den Vorderflügeln erkennbar.
Die Raupe ist bräunlichgrau gefärbt und hat feine weißliche Rücken- und Nebenrückenlinien sowie einen breiten, gelblichen Seitenstreifen.
Die Puppe misst 13,5 bis 16 Millimeter in der Länge und 4,5 bis 6 mm in der Weite. Sie ist dunkelbraun gefärbt, wobei die hinteren Ränder der Segmente A3 bis A6 zu Rot tendieren. Das Integument ist stark aufgeraut auf Kopf, Thorax und Flügelanhängen, etwas weniger rau auf den anderen Anhängen des Kopf/Thorax-Bereiches. Das Abdomen ist generell rau und stark punktiert. Der Kremaster ist fein aufgeraut und mit zwei gabelförmigen, längeren Dornen (0,5 bis 0,6 mm) mit stumpfen Enden sowie mit vier kürzeren, hakenförmigen Borsten (0,25 bis 0,30 mm lang) besetzt, zwei Borsten seitlich und zwei Borsten auf der Rückenseite.

## Ähnliche Arten
Die Zeichnung der Flügel von Ochropleura leucogaster ähnelt derjenigen der kleineren Hellrandigen Erdeule (Ochropleura plecta) (Flügelspannweite 28 bis 34 mm) sowie der größeren Alpenmatten-Erdeule (Albocosta musiva) (Flügelspannweite 38 bis 44 mm). Aufgrund der Größenunterschiede ist eine Verwechslung unwahrscheinlich. Weitere Unterscheidungsmerkmale: Die Hinterflügel bei leucogaster sind leuchtend weiß, die Oberseite des Hinterleibs sehr hell und der Vorderrandstreifen der Vorderflügel bildet nach innen keinen Zahn.

## Geographische Verbreitung und Lebensraum
Die Art kommt im Mittelmeerraum, Südeuropa, der Türkei, dem Libanon, Israel und Nordafrika vor. Sie bevorzugt warmes, trockenes Gelände bis auf eine Höhe von etwa 1200 Metern. Als Wanderer wurde Ochropleura leucogaster auch in Nordfrankreich, Südengland, Süddeutschland und Nordrumänien nachgewiesen.

## Lebensweise
Die Falter sind überwiegend nachtaktiv, fliegen in zwei Generationen von April bis Mai sowie von August bis November. Sie besuchen den Köder und kommen an künstliche Lichtquellen. Die Raupen leben polyphag an Tabakpflanzen, Klee (Lotus) und anderen krautigen Pflanzen zu finden.